# Думбрава (Гура-Веїй, Бакеу)
Думбрава (рум. Dumbrava) — село у повіті Бакеу в Румунії. Входить до складу комуни Гура-Веїй.
Село розташоване на відстані 216 км на північ від Бухареста, 29 км на південь від Бакеу, 108 км на південний захід від Ясс, 132 км на північний захід від Галаца, 122 км на північний схід від Брашова.

## Населення
За даними перепису населення 2002 року у селі проживали 1330 осіб, усі — румуни. Усі жителі села рідною мовою назвали румунську.